# Le Voyageur égaré
Le Voyageur égaré est un livre-jeu écrit par Fabrice Cayla et Jean-Pierre Pécau en 1988, et édité par Le Livre de poche dans la collection Histoires à jouer : La Quatrième Dimension, dont c'est le deuxième tome.